# Книнџе
Книнџе су биле добровољачка јединица која је учествовала у рату у Крајини 1991—1995. године, иначе и прва специјална јединица у истом. Јединицу је красила доктрина „War Without Casualties” по узору на аустралијску доктрину ратовања. Први командант ове јединице је био Драган Васиљковић (Капетан Драган), војник по професији и држављанин Аустралије. Касније је ова јединица расформирана и од ње су касније настали „Вукови” а 1996. ЈСО. Као веома добро обучена и спремна јединица учествовала је у борбама за Глину, Бенковац, Обровац, Шкабрњу... Назив Книнџе настао је као игра речи, односно спој речи Книн и нинџа. Број припадника Книнџи који је прошао обуку био је 750.
Због сукоба између тадашњег премијера и председника РСК, Милана Мартића и Милана Бабића око власти, из Србије, преко чијих канала је Капетан Драган и послат у Голубић, стиже налог да се искусни и прекаљени борци из кампа Капетана Драгана пребаце у камп на Пајзошу, код Илока, односно у камп Лежимир, на Фрушкој гори, а да се камп у Книну расформира. Неки су прихватили позив и прешли, а неки су остали у Крајини одлучивши да не буду више део јединице. Тада су бивше Книнџе сада већ прекаљени борци, добиле НАТО униформе, ознаке вука на рукаву и црвене беретке са Српском тробојком на њој. Капетан Драган се повлачи из Јединице, а команду преузима Франко Симатовић Френки, оперативац РДБ-а (Ресор Државне Безбедности). Бивше Книнџе добијају име „Вукови”, по амблему са рукава. Неки остају у обучним центрима, а остали се упућују на ратиште где обучавају и воде локалне специјалне јединице и јединице Територијалне одбране.
Иако су расформиране већ 1991. године,  јединица са истом доктрином ратовања формирана је 1993. у Крајини под називом Алфе коју је такође обучавао капетан Драган. Алфе за разлику од Книнџи нису имале селекцију али по ратним успесима нису заостајали за Книнџама.